# Agência Reguladora de Serviços Delegados do Município da Estância Turística de Itu
A Agência Reguladora de Serviços Delegados do Município da Estância Turística de Itu (AR-ITU) é uma agência reguladora de Itu, integrante da Administração Pública Municipal indireta, submetida a regime autárquico especial, com personalidade jurídica própria e autonomia patrimonial, administrativa e financeira, prazo de duração indeterminado, com sede e foro no Município e Comarca da Estância Turística de Itu.
A AR-ITU tem por objetivo regular e fiscalizar os serviços públicos delegados prestados no âmbito do município da Estância Turística de Itu, Estado de São Paulo, de sua competência ou a ele atribuídos por outros entes federados, em decorrência de norma legal, regulamentar ou pactual, nos termos de sua lei de criação.
A lei 1879, de 29 de março de 2017, dispõe sobre a extinção da Agência Reguladora de Serviços Delegados do Município da Estância Turística de Itu.

## Galeria

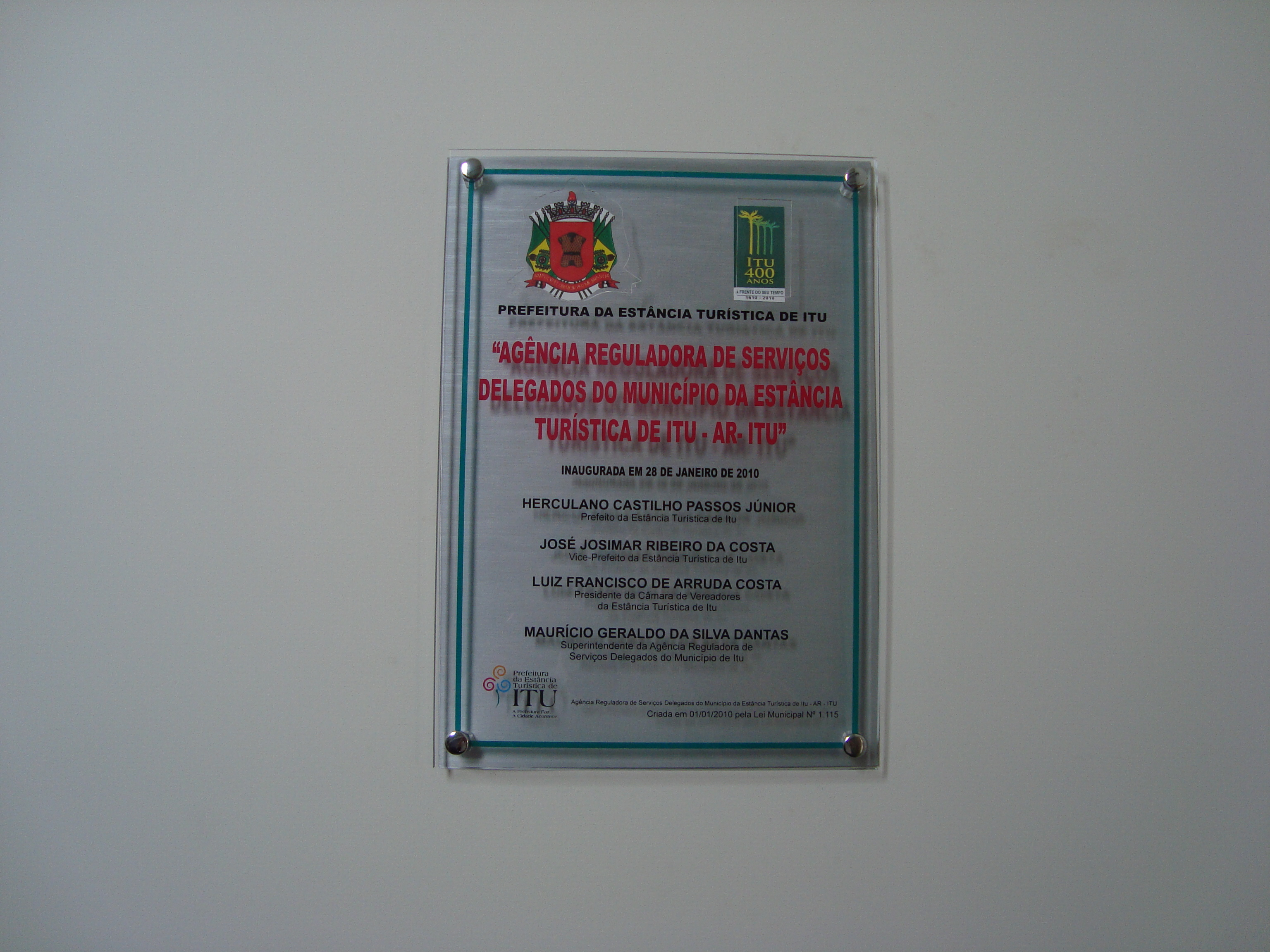
Inauguração da AR-ITU
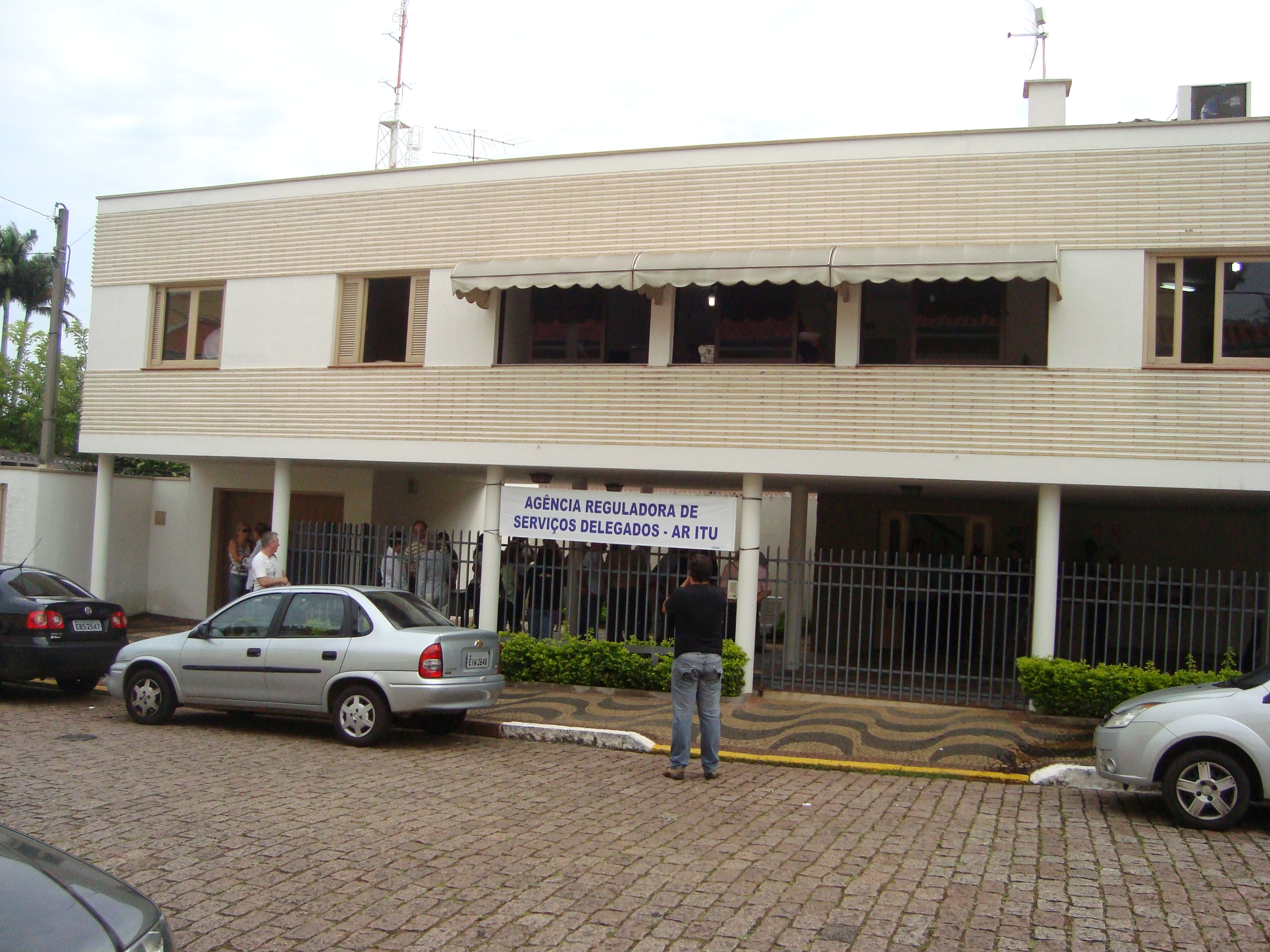
Inauguração da AR-ITU
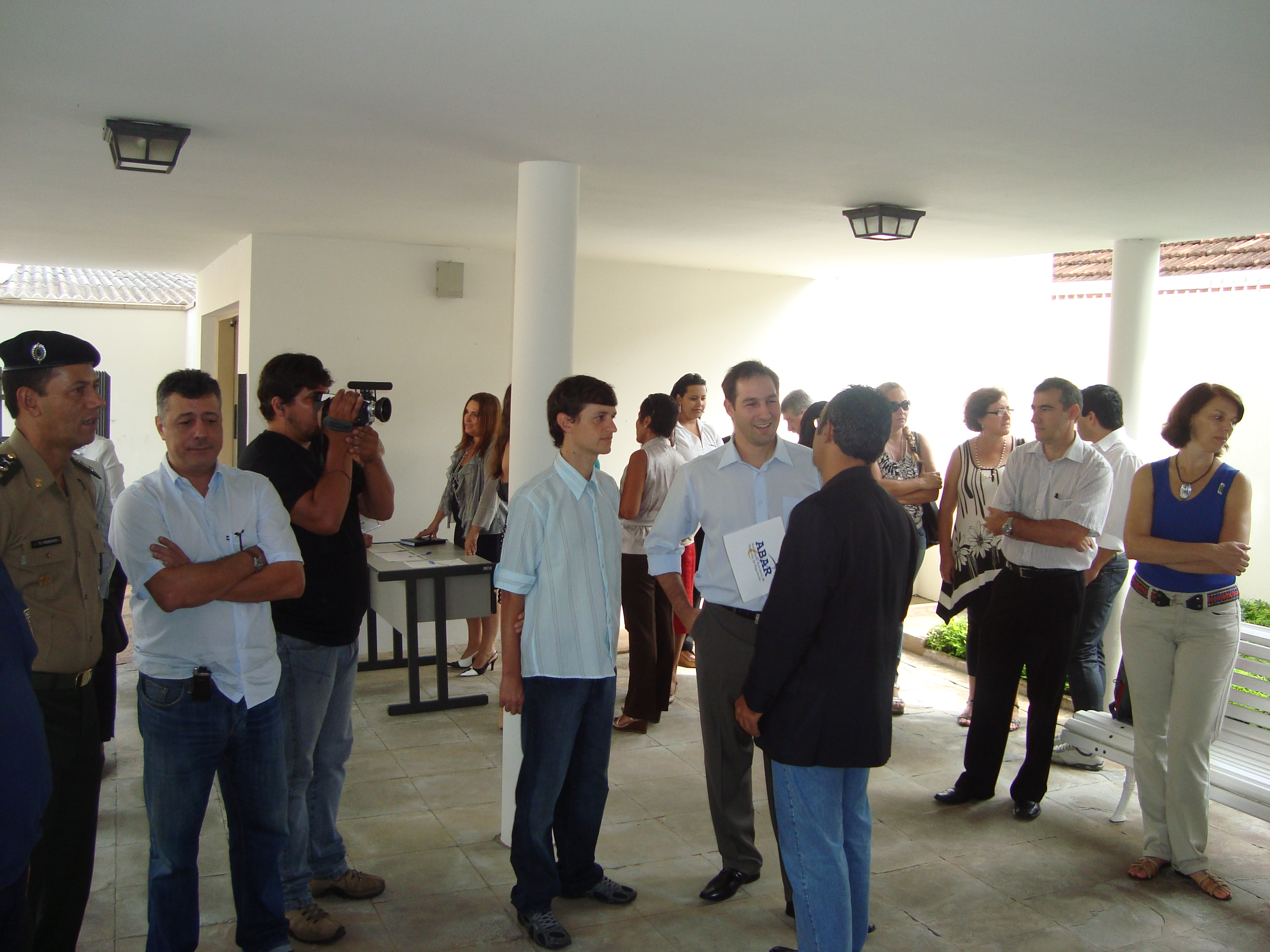
Inauguração da AR-ITU
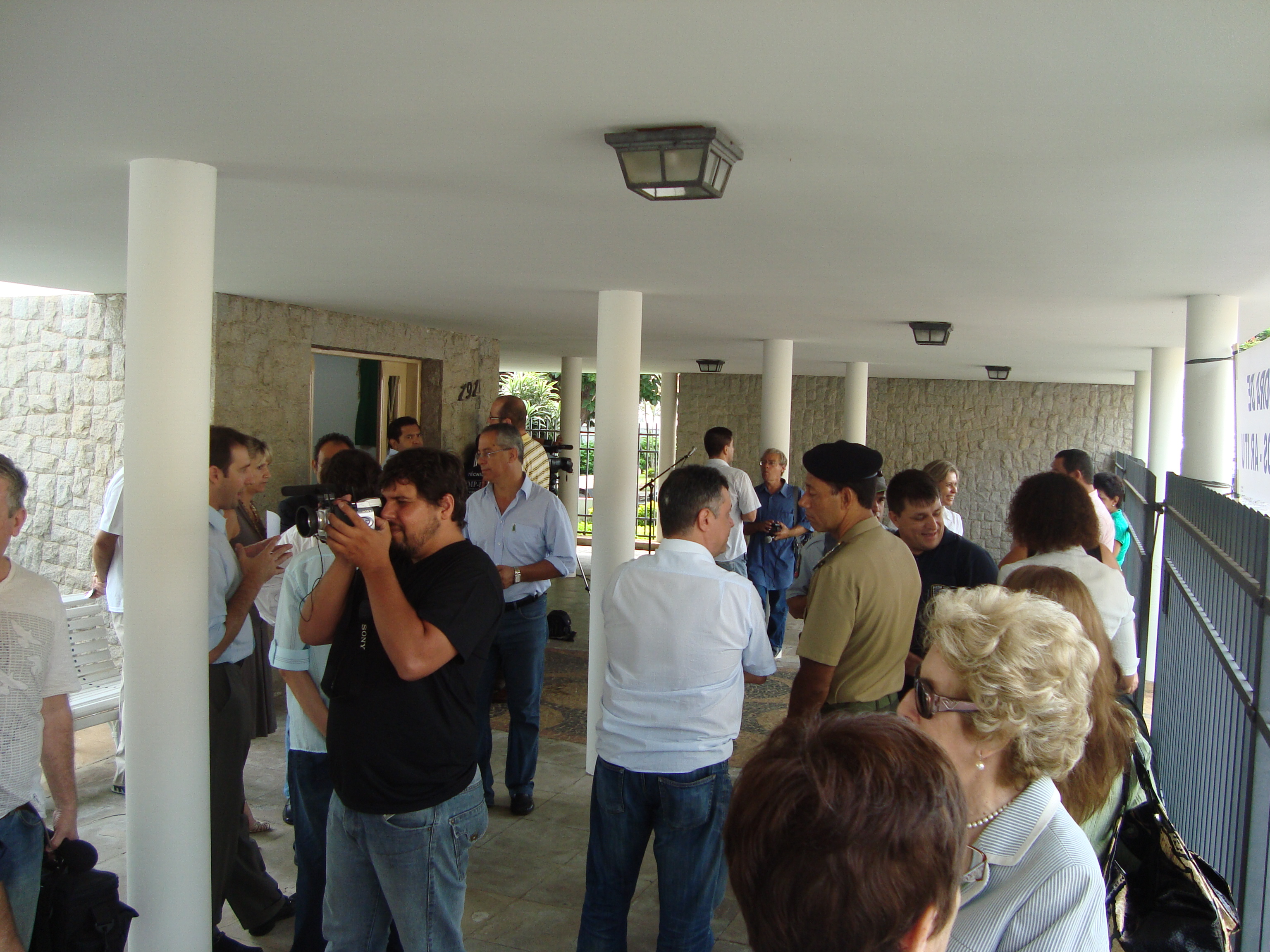
Inauguração da AR-ITU
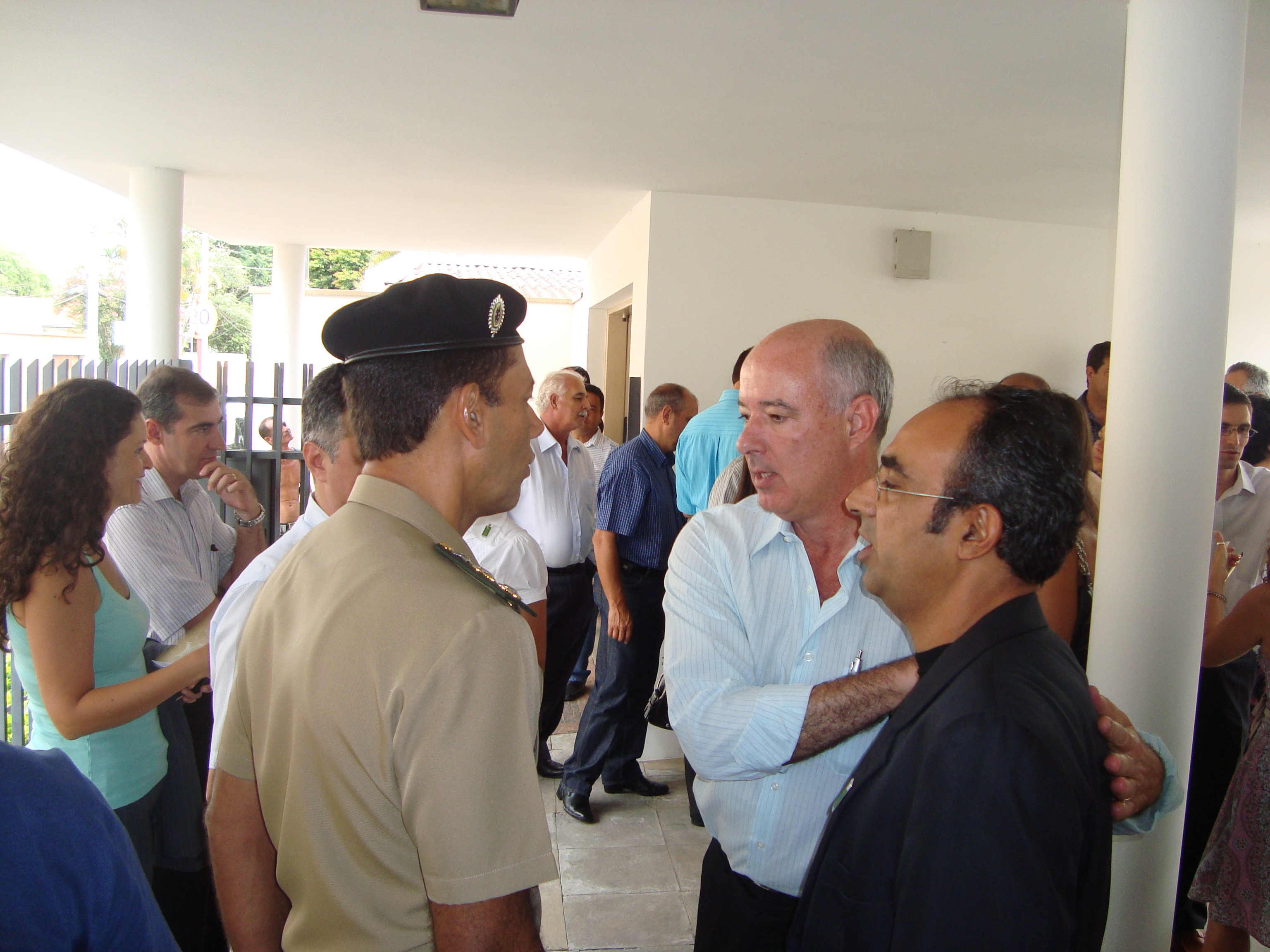
Inauguração da AR-ITU
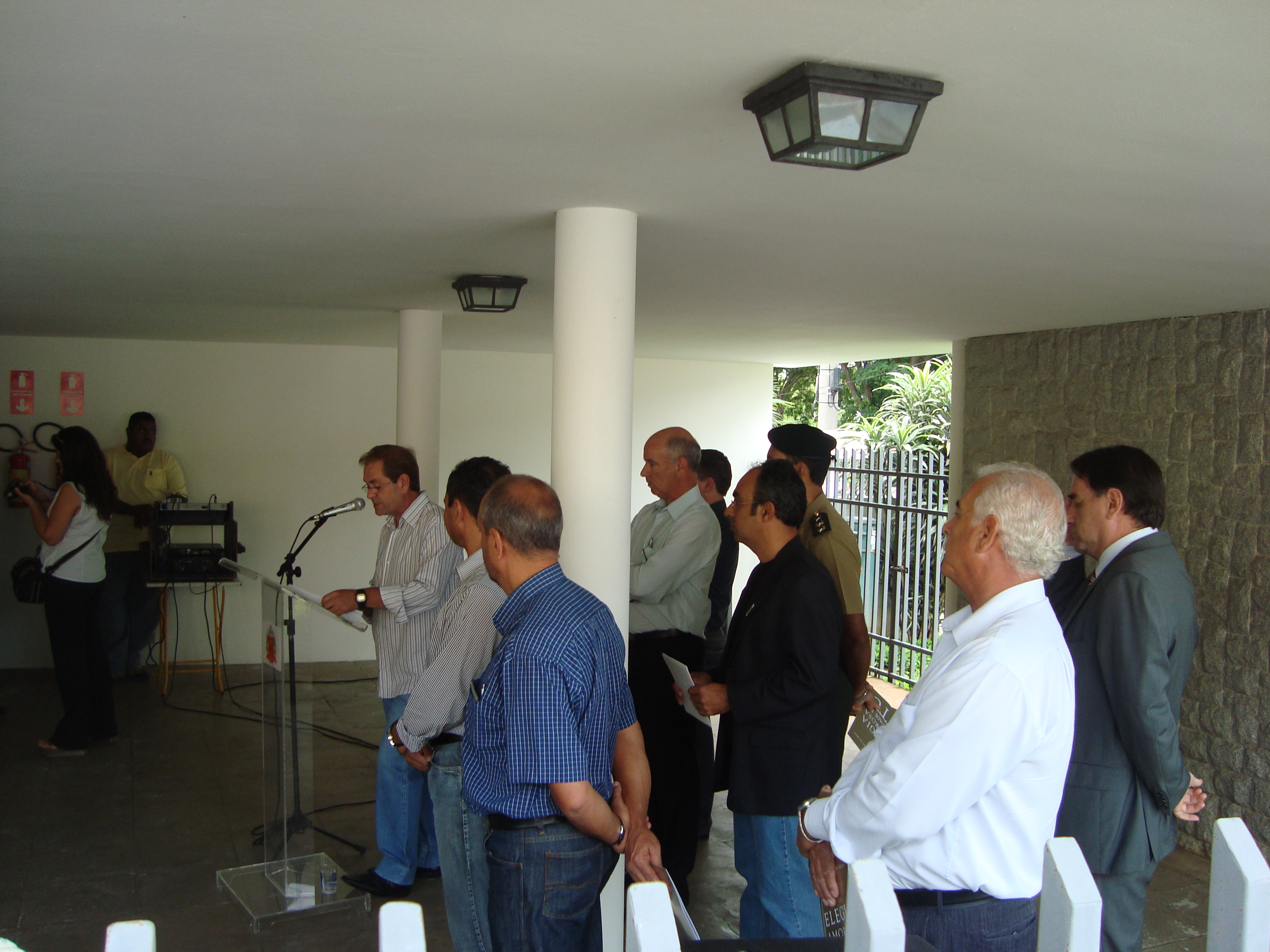
Inauguração da AR-ITU
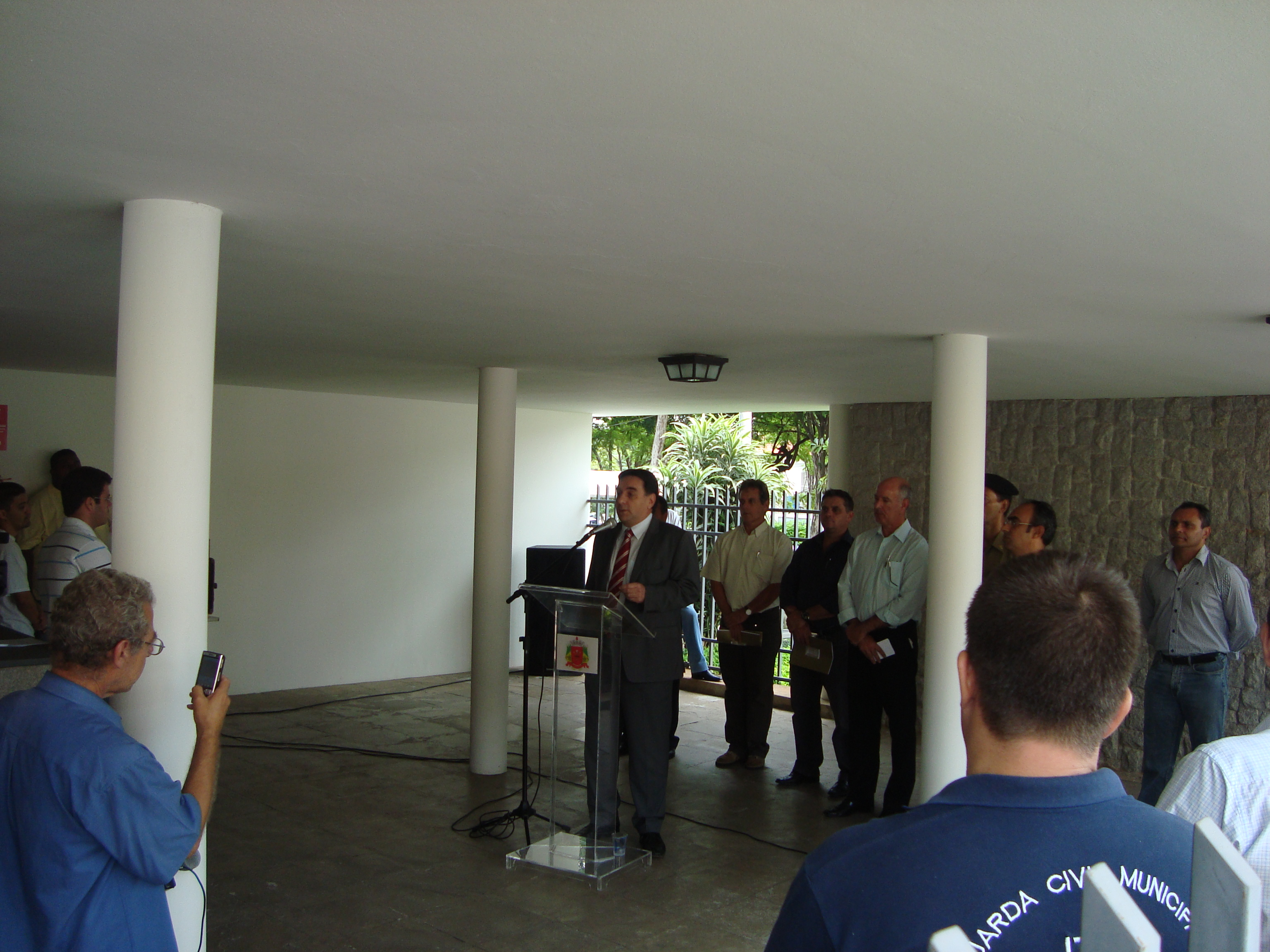
Inauguração da AR-ITU
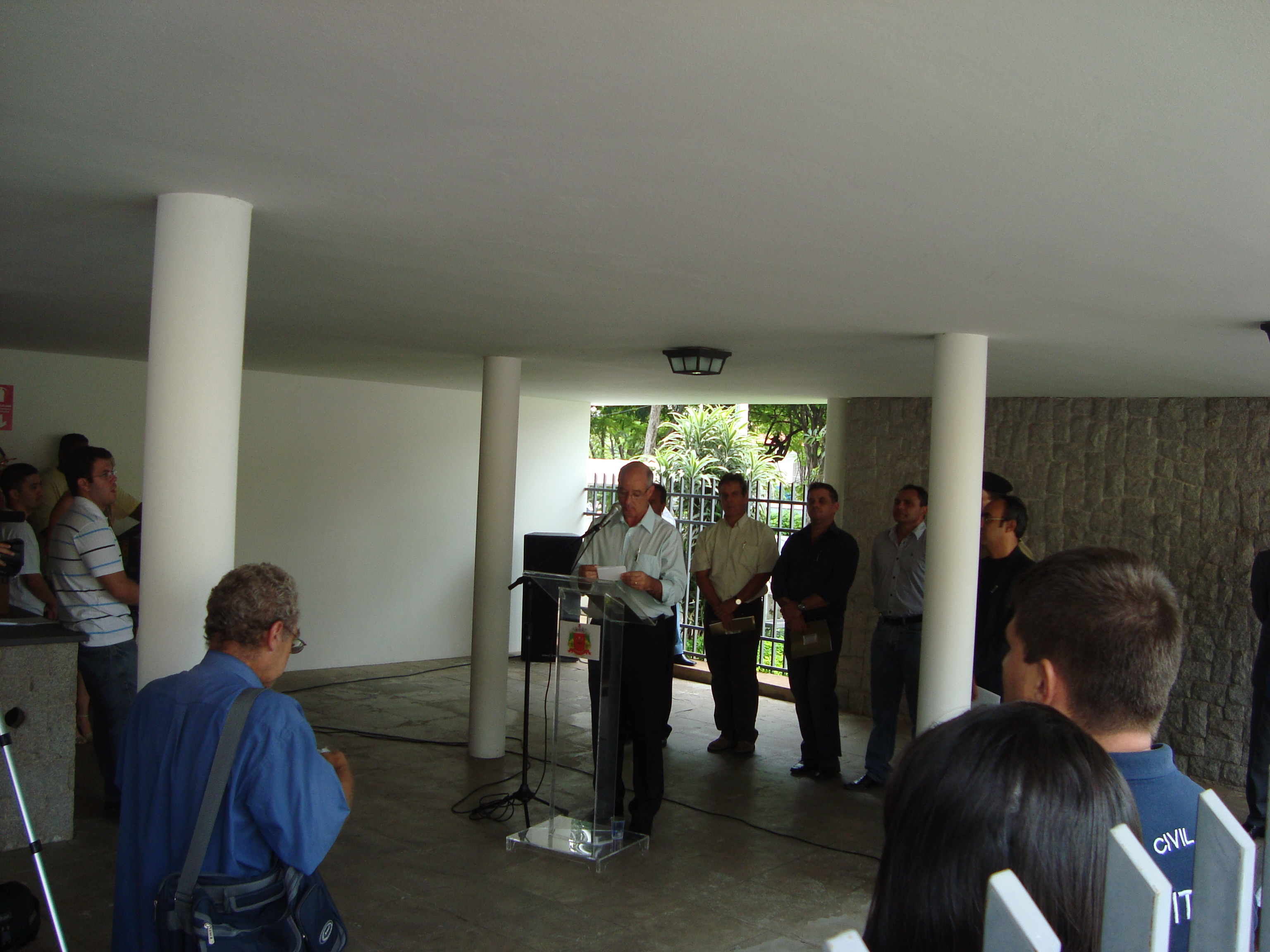
Inauguração da AR-ITU